# Веккер, Лев Маркович
Лев Ма́ркович Ве́ккер (4 октября 1918, Одесса — 1 октября 2001, Вашингтон) —советский и американский психолог. Доктор психологических наук, профессор Ленинградского государственного университета и Университета Джорджа Мейсона.

## Биография
Родился 4 октября 1918 года в Одессе. В 1930-е годы семья переехала в Ленинград, где он учился сначала на физическом, а затем на философском факультете ЛГУ (отделение психологии), который окончил в 1947 году.
Защитил кандидатскую диссертацию «К вопросу о построении осязательного образа» (1951). Затем преподавал психологию в Вильнюсском педагогическом институте, с 1956 года — заведующий кафедрой психологии. В 1959—1965 годах работал на философском факультете ЛГУ, в 1965—1981 годах — на факультете психологии ЛГУ, в должности старшего научного сотрудника, а затем профессора. В этот период защитил докторскую диссертацию «Восприятие и основы его моделирования» (1964), а также выпустил трёхтомную монографию «Психические процессы» (1974, 1976, 1981). Бывший студентом психфака ЛГУ в 1964—1970 гг. В. Е. Семёнов вспоминал впоследствии: «Самым сложным среди студентов-психологов считался экзамен по общей психологии, который надо было сдавать профессору Л. М. Веккеру».
В 1981 году Л. М. Веккер покинул ЛГУ и подал просьбу об эмиграции, в которой ему было отказано. В 1985—1987 годах работал в Новгородском политехническом институте.
В 1987 году уехал в США, работал в Университете Джорджа Мейсона и в Институте перспективных исследований.
Умер 1 октября 2001 года в Вашингтоне.

## Основные идеи
Основное направление работ — создание целостной концепции психических процессов, объясняющей механизмы, при помощи которых осуществляется построение объективного образа окружающей действительности. В рамках этой концепции акцентировалась необходимость разведения в составе психических процессов более элементарных и более сложных психических новообразований. По мнению Веккера, для построения целостной концепции психических процессов необходим путь «снизу-вверх»: от описания более простых, базовых характеристик психики, к описанию вторичных, производных характеристик, присущих высшим уровням её организации. Уже первые эксперименты Л. М. Веккера, результаты которых отражены в его работах начала 1950-х годов, позволили выдвинуть предположение о том, что базовым уровнем, лежащим в основе всех психических процессов, является уровень тактильно-кинестетических ощущений. Всё дальнейшее изучение психической иерархии осуществлялось по мере продвижения по её уровням — от элементарных ощущений к сложному процессу сознания и осознания окружающей действительности, а также личности и субъекту.

## Основные работы
- Веккер, Л. М. Восприятие и основы его моделирования. — Л.: Изд-во Ленинградского университета, 1964. — 194 с..
- Веккер, Л. М. Психические процессы:  [В 3-х т.]. — Л.: Изд-во Ленинградского университета, 1974. — Т. 1. Ощущение и восприятие. — 334 с..
- Веккер, Л. М. Психические процессы: [В 3-х т.]. — Л.: Изд-во Ленинградского университета, 1976. — Т. 2. Мышление и интеллект. — 342 с..
- Веккер, Л. М. Психические процессы: [В 3-х т.]. — Л.: Изд-во Ленинградского университета, 1981. — Т. 3. Субъект. Переживание. Действие. Сознание. — 326 с..
- Веккер, Л. М. Психика и реальность: единая теория психических процессов. — М.: Смысл, 1998. — 670 с. — ISBN 5-89357-041-3.

Некоторые статьи:
- Веккер Л. М., Палей И. М. Информация и энергия в психическом отражении. // Экспериментальная и прикладная психология, вып. 8. — Л., 1971.
- Веккер Л. М., Палей И. М. О соотношении информационных и энергетических характеристик в нервно-психической деятельности. // Материалы совещания по методологическим проблемам кибернетики. — М., 1971.